# Francisca Gavilán
María Francisca Gavilán Valladares (Santiago, 27 de junio de 1973) es una actriz de teatro, cine y televisión y cantante chilena.

## Carrera actoral
Egresó en 1994 de la Academia Club de Teatro de Fernando González Mardones, con la obra Madame de Sade, dirigida por Rodrigo Pérez Müffeler. 
Ha participado en varias teleseries chilenas, comenzando por Piel canela de Canal 13, para luego volver a TVN con roles más centrales en Puertas adentro, Los Pincheira y Los Capo. En el 2007 vuelve a Canal 13 para interpretar a Andrea Kuntz en la teleserie Papi Ricky y en el 2010 hace un pequeño papel en la serie Los 80.
En cine ha actuado en las películas Monos con navaja (2000), Ulises (2010), y en 2011 fue la protagonista de la película chilena de Violeta Parra llamada Violeta se fue a los cielos, dirigida por Andrés Wood.

## Carrera musical
En Violeta se fue a los cielos, Gavilán destacó por interpretar las canciones de Violeta Parra cantadas en dicha película.
En 2016 se presentó en el programa Puro Chile junto a La Regia Orquesta, donde interpretó canciones de Parra y la obra La negra Ester.

## Influencias
La actriz ha expresado su afición por su profesión, y ha citado a la actriz Luz Jiménez como una influencia, llamándola «su madre televisa». También ha nombrado a las actrices Tamara Acosta, Amparo Noguera y Paulina Urrutia como una de sus inspiraciones.

## Filmografía

### Cine
| Año  | Título                        | Personaje          | Director             |
| ---- | ----------------------------- | ------------------ | -------------------- |
| 2000 | Monos con navaja              | Simone             | Stanley Gonczanski   |
| 2010 | Ulises                        | Flavia             | Óscar Godoy          |
| 2011 | Violeta se fue a los cielos   | Violeta Parra      | Andrés Wood          |
| 2013 | El Tío                        | Cameo              | Mateo Iribarren      |
| 2013 | Las niñas Quispe              | Luciana Quispe     | Sebastián Sepúlveda  |
| 2015 | Aurora                        |                    | Rodrigo Sepúlveda    |
| 2016 | Mala Junta                    | Andrea             | Claudia Huaiquimilla |
| 2017 | Niñas araña                   | Camila             | Guillermo Helo       |
| 2017 | Johnny cien pesos, capítulo 2 | Comisaria Aguilera | Gustavo Graef Marino |
| 2017 | Artax: Un nuevo comienzo      | Ana                | Diego Corsini        |
| 2020 | Pacto de fuga                 | Paulina Baeza      | David Albala         |

### Televisión
| Año       | Título                   | Papel                             | Notas       |
| --------- | ------------------------ | --------------------------------- | ----------- |
| 2001      | Piel Canela              | Genoveva Ramírez                  |             |
| 2003      | Puertas Adentro          | Bernardina López                  |             |
| 2004      | Los Pincheira            | Rosa Luna                         |             |
| 2004      | Ídolos                   | Margarita                         | 4 episodios |
| 2005      | Los Capo                 | Libertad Alvarado                 |             |
| 2007      | Papi Ricky               | Andrea Kuntz                      |             |
| 2012–2013 | Separados                | Rosario Aranda                    |             |
| 2013–2014 | Secretos en el jardín    | Romina Retamal                    |             |
| 2014      | Las Dos Carolinas        | Jacqueline Duarte                 |             |
| 2015      | La Poseída               | Rosa Carreño                      |             |
| 2017      | Un diablo con ángel      | Ximena Muñoz                      |             |
| 2017–2018 | Perdona nuestros pecados | Silvia Corcuera                   | T1-T2.      |
| 2018–2022 | Verdades ocultas         | Eliana Zapata / Catalina Sandoval | Antagonista |
| 2022      | Hijos del desierto       | Ester Rutte                       |             |
| 2024      | Al sur del corazón       | Mercedes Sagredo                  |             |
| 2025      | El jardín de Olivia      | Gloria González                   |             |

| Año  | Título                                | Papel            | Notas                           |
| ---- | ------------------------------------- | ---------------- | ------------------------------- |
| 1998 | Brigada Escorpión                     | Nina             | Episodio: Escorpión negro       |
| 2005 | El día menos pensado                  | Carola           | Episodio 1: Reflejo del alma    |
| 2006 | El día menos pensado                  | Olga             | Episodio 5: El dilema           |
| 2008 | El día menos pensado                  | Paula            | Episodio 4: El bromista         |
| 2009 | Los 80                                |                  | Episodio: Los pajaritos heridos |
| 2011 | Los archivos del cardenal             | Susana           |                                 |
| 2012 | Violeta se fue a los cielos, la serie | Violeta Parra    | Papel principal                 |
| 2015 | Zamudio                               | Jacqueline Vera  |                                 |
| 2016 | Por fin solos                         | Cecilia Martínez | Papel principal                 |

## Teatro
- No hay derecho, Medea (digirida por Claudia Di Girólamo)
- Mentes salvajes (dirigida por Víctor Carrasco)
- Hedda Gabler (dirigida por Claudia Di Girólamo)
- Castigo de Dios (dirigida por Camilo Carmona
- Lady marginal (dirigida por Claudia Di Girólamo)
- Aquí están (dirigida por Claudia Di Girólamo)
- Mina antipersonal (dirigida por Claudia Di Girólamo)
- La cocinita (dirigida por Fernándo Villalobos)
- Restos Humanos y la Verdadera Naturaleza del Amor (dirigida por Francisco Melo)
- Sonata de otoño (dirigida por Carla Acchiardi)
- Mun Chile (dirigida por Rodrigo Achondo)
- NN.29.10 (dirigida por Rodrigo Achondo)
- La Condición Humana (dirigida por Mateo Iribarren)
- Ma vie de Chandell (dirigida por Víctor Carrasco)
- Provincia Kapital (dirigida por Rodrigo Pérez)
- Cartas a Tomás (dirigida por Rodrigo Pérez)
- Carita de Emperaora (dirigida por Felipe Hurtado)
- Handicam (dirigida por Eduardo Pávez Goye)
- Libres (dirigida por Francisco Melo)
- Doña Rosita la soltera (dirigida por Héctor Noguera)
- El cántaro roto (dirigida por Francisco Pérez-Bannen)

## Vídeos musicales
| Año  | Título | Artista      | Dirección                   |
| ---- | ------ | ------------ | --------------------------- |
| 2024 | Pasará | Quique Neira | Quique Neira, Alan Cuadrado |

## Premios y nominaciones
- Premio Pedro Sienna: Mejor Interpretación Protagónica Femenina (Violeta se fue a los cielos)
- Festival de Cine Iberoamericano de Huelva: Colón de Plata a la Mejor Actriz (Violeta se fue a los cielos)
- Festival Internacional de Cine de Guadalajara: Mejor actriz (Violeta se fue a los cielos)
- Festival de Cine de Lima: Mención especial - Mejor actriz (Violeta se fue a los cielos)
- Premios Altazor 2012: Mejor actriz en cine (Violeta se fue a los cielos)
- Festival Internacional UNASUR 2012: Mejor actriz en cine (Violeta se fue a los cielos)[6]
- Premios Altazor 2013: Mejor actriz de televisión (Violeta se fue a los cielos)
- Premios Caleuche 2017: Mejor actriz de soporte en series (Por fin solos)
- Nominación Premios Caleuche 2018: Mejor actriz de cine (Mala junta)
- Nominación Premios Caleuche 2018: Mejor actriz de soporte en telenovela (Perdona nuestros pecados)
- Nominación Premios Caleuche 2022: Mejor actriz de soporte en telenovela (Hijos del desierto)